# Étienne Lavigne (homme politique)
Pour les articles homonymes, voir Lavigne.
Étienne Jacques Marie Lavigne est un homme politique français né le 8 juin 1813 à Ambert où il est décédé le 14 février 1895.

## Biographie
Fils de Nicolas François Lavigne, notaire, et de Michèle Anne Marie Artaud, il est cousin, par son père, du juriste et homme politique français Euryale Fabre. Il est à noter différentes erreurs concernant sa filiation. Ainsi, selon les sources, il est présenté comme fils, voire petit-fils, de Jean Lavigne, ancien conventionnel du Lot-et-Garonne. Or, il est issu d'une famille originaire de Tours-sur-Meymont, officiant dans le notariat, et qui s'établit en 1792 à Ambert.
Il épouse le 22 juillet 1839, à Chauriat, Marie Louise Antoinette Demasles (1820-1864), fille de Pierre Hippolyte Demasles (dont le père est notaire à Arlanc), ancien capitaine, maire de Chauriat et chevalier de la Légion d'honneur, et de Françoise Pauline Delaire, avec laquelle il aura deux enfants :
- Anne Marie Julie Pauline, qui épousera Jean Georges Angèle Levet,
- Michel Nicolas François Félix, avocat, licencié en droit, qui sera successivement conseiller de préfecture de l'Allier (1886-1888), du Maine-et-Loire (1888-1889), puis sous-préfet de Muret (1889-1895), de Gannat (1895-1902), de Châteaubriant (1902-1907), de Cosne (1907-1908) et de Saint-Jean-de-Maurienne (1908-...).

Il décède le 14 février 1895, en son domicile situé à Ambert. Son acte de décès le présente comme propriétaire, ancien représentant du peuple à l'Assemblée nationale, membre de la commission administrative de l'hospice de la ville d'Ambert, vice-président de la société de secours mutuel et ancien conseiller municipal.

## Carrière
Il prend la succession de son père et reprend l'office notarial de ce dernier, à Ambert, de 1842 à 1846. Ses minutes sont conservées aux archives départementales du Puy-de-Dôme. Si l'on en croit Robert et Cougny, il semble qu'il ait vendu son étude pour se consacrer à une carrière politique.
Conseiller d'arrondissement, il est sous-commissaire du gouvernement provisoire à Ambert en février 1848 et député du Puy-de-Dôme de 1848 à 1849, siégeant à gauche.
Il est en effet élu, le 23 avril 1848, représentant du Puy-de-Dôme à l'Assemblée constituante, le 6e sur 15, par 67 678 voix, pour 125 432 votants sur 173 000 inscrits. Il prend place à gauche et fait partie du Comité de la Marine. Il vote pour le bannissement de la famille d'Orléans, contre les poursuites à l'encontre de Marc Caussidière, contre l'abolition de la peine de mort, contre l'impôt progressif, contre l'incompatibilité des fonctions, contre l'amendement Grévy, contre la sanction de la constitution par le peuple, pour l'ensemble de la constitution, contre la proposition Rateau et contre l'expédition de Rome.
Non réélu à la législative du 26 mai 1849, il n'occupe aucune fonction publique mais, lors du coup d'État du 2 décembre 1851, il est compris dans la mesure générale du 4 décembre et incarcéré à Orléans.
On retrouve son nom, en tant que représentant du peuple, en 1848, dans la liste des dossiers relatifs à la création d'un comité ayant pour mission de statuer sur les recours en grâce des individus condamnés par les commissions mixtes de 1852.